# Saison 2018-2019 de la LNH
Saison précédente Saison suivante
La saison 2018-2019 est la 101e saison de la Ligue nationale de hockey (LNH). La saison régulière voit 31 équipes jouer 82 matchs chacune. La saison régulière débute le 3 octobre 2018 et dure jusqu'au 6 avril 2019. Les séries éliminatoires débutent le 10 avril 2019  et se terminent le 12 juin.

## Contexte
La saison régulière débute le 3 octobre 2018 avec 4 rencontres, dont le match entre les derniers vainqueurs de la Coupe Stanley : les Bruins et les Capitals, et se termine le 6 avril 2019. Au cours de la saison, un match est disputé à Göteborg en Suède : il oppose les Oilers aux Devils, le 6 octobre. Un programme double de deux parties en deux jours entre les Panthers et les Jets se tient également à Helsinki en Finlande, les 1er et 2 novembre. Deux rencontres en extérieur ont aussi lieu : un affrontement entre les Bruins et les Blackhawks lors de la Classique hivernale 2019 et un duel opposant les Penguins aux Flyers dans le cadre de la Série des stades 2019.

## Saison régulière

### Classements
Dans chaque association, les trois premières équipes de chaque division et les deux meilleures équipes restantes de l'association sont qualifiées pour les séries éliminatoires.

#### Association de l'Est
| Clt   | Équipe                 | PJ | V  | D  | DP | BP  | BC  | Pts |
| ----- | ---------------------- | -- | -- | -- | -- | --- | --- | --- |
| +001, | Capitals de Washington | 82 | 48 | 26 | 8  | 278 | 249 | 104 |
| +002, | Islanders de New York  | 82 | 48 | 27 | 7  | 228 | 196 | 103 |
| +003, | Penguins de Pittsburgh | 82 | 44 | 26 | 12 | 273 | 241 | 100 |

| Clt   | Équipe                 | PJ | V  | D  | DP | BP  | BC  | Pts |
| ----- | ---------------------- | -- | -- | -- | -- | --- | --- | --- |
| +001, | Lightning de Tampa Bay | 82 | 62 | 16 | 4  | 325 | 222 | 128 |
| +002, | Bruins de Boston       | 82 | 49 | 24 | 9  | 259 | 215 | 107 |
| +003, | Maple Leafs de Toronto | 82 | 46 | 28 | 8  | 286 | 251 | 100 |

| Clt   | Équipe                    | Division       | PJ | V  | D  | DP | BP  | BC  | Pts |
| ----- | ------------------------- | -------------- | -- | -- | -- | -- | --- | --- | --- |
| +007, | Hurricanes de la Caroline | Métropolitaine | 82 | 46 | 29 | 7  | 245 | 223 | 99  |
| +008, | Blue Jackets de Columbus  | Métropolitaine | 82 | 47 | 31 | 4  | 258 | 232 | 98  |
| +009, | Canadiens de Montréal     | Atlantique     | 82 | 44 | 30 | 8  | 249 | 236 | 96  |
| +010, | Panthers de la Floride    | Atlantique     | 82 | 36 | 32 | 14 | 267 | 280 | 86  |
| +011, | Flyers de Philadelphie    | Métropolitaine | 82 | 37 | 37 | 8  | 244 | 281 | 82  |
| +012, | Rangers de New York       | Métropolitaine | 82 | 32 | 36 | 14 | 227 | 272 | 78  |
| +013, | Sabres de Buffalo         | Atlantique     | 82 | 33 | 39 | 10 | 226 | 271 | 76  |
| +014, | Red Wings de Détroit      | Atlantique     | 82 | 32 | 40 | 10 | 227 | 277 | 74  |
| +015, | Devils du New Jersey      | Métropolitaine | 82 | 31 | 41 | 10 | 222 | 275 | 72  |
| +016, | Sénateurs d'Ottawa        | Atlantique     | 82 | 29 | 47 | 6  | 242 | 302 | 64  |

- En gras et en italique : vainqueur de division
- En gras : qualifié pour les séries
- En italique : repêchée en tant que 7e ou 8e de l'association

#### Association de l'Ouest
| Clt   | Équipe                 | PJ | V  | D  | DP | BP  | BC  | Pts |
| ----- | ---------------------- | -- | -- | -- | -- | --- | --- | --- |
| +001, | Predators de Nashville | 82 | 47 | 29 | 6  | 240 | 214 | 100 |
| +002, | Jets de Winnipeg       | 82 | 47 | 30 | 5  | 272 | 244 | 99  |
| +003, | Blues de Saint-Louis   | 82 | 45 | 28 | 9  | 247 | 223 | 99  |

| Clt   | Équipe                  | PJ | V  | D  | DP | BP  | BC  | Pts |
| ----- | ----------------------- | -- | -- | -- | -- | --- | --- | --- |
| +001, | Flames de Calgary       | 82 | 50 | 25 | 7  | 289 | 227 | 107 |
| +002, | Sharks de San José      | 82 | 46 | 27 | 9  | 289 | 261 | 101 |
| +003, | Golden Knights de Vegas | 82 | 43 | 32 | 7  | 249 | 230 | 93  |

| Clt   | Équipe                | Division  | PJ | V  | D  | DP | BP  | BC  | Pts |
| ----- | --------------------- | --------- | -- | -- | -- | -- | --- | --- | --- |
| +007, | Stars de Dallas       | Centrale  | 82 | 43 | 32 | 7  | 210 | 202 | 93  |
| +008, | Avalanche du Colorado | Centrale  | 82 | 38 | 30 | 14 | 260 | 246 | 90  |
| +009, | Coyotes de l'Arizona  | Pacifique | 82 | 39 | 35 | 8  | 213 | 223 | 86  |
| +010, | Blackhawks de Chicago | Centrale  | 82 | 36 | 34 | 12 | 270 | 292 | 84  |
| +011, | Wild du Minnesota     | Centrale  | 82 | 37 | 36 | 9  | 211 | 237 | 83  |
| +012, | Canucks de Vancouver  | Pacifique | 82 | 35 | 36 | 11 | 225 | 254 | 81  |
| +013, | Ducks d'Anaheim       | Pacifique | 82 | 35 | 37 | 10 | 199 | 251 | 80  |
| +014, | Oilers d'Edmonton     | Pacifique | 82 | 35 | 38 | 9  | 232 | 274 | 79  |
| +015, | Kings de Los Angeles  | Pacifique | 82 | 31 | 42 | 9  | 202 | 263 | 71  |

- En gras et en italique : vainqueur de division
- En gras : qualifié pour les séries
- En italique : repêchée en tant que 7e ou 8e de l'association

### Statistiques

#### Meilleurs pointeurs
| Joueur            | Équipe                 | PJ | B  | A  | Pts | +/- | Pun |
| ----------------- | ---------------------- | -- | -- | -- | --- | --- | --- |
| Nikita Koutcherov | Lightning de Tampa Bay | 82 | 41 | 87 | 128 | +24 | 62  |
| Connor McDavid    | Oilers d'Edmonton      | 78 | 41 | 75 | 116 | +3  | 20  |
| Patrick Kane      | Blackhawks de Chicago  | 81 | 44 | 66 | 110 | +2  | 22  |
| Leon Draisaitl    | Oilers d'Edmonton      | 82 | 50 | 55 | 105 | +2  | 52  |
| Brad Marchand     | Bruins de Boston       | 79 | 36 | 64 | 100 | +15 | 96  |
| Sidney Crosby     | Penguins de Pittsburgh | 79 | 35 | 65 | 100 | +18 | 36  |
| Nathan MacKinnon  | Avalanche du Colorado  | 82 | 41 | 58 | 99  | +20 | 34  |
| John Gaudreau     | Flames de Calgary      | 82 | 36 | 63 | 99  | +18 | 24  |
| Steven Stamkos    | Lightning de Tampa Bay | 82 | 45 | 53 | 98  | +4  | 37  |
| Aleksander Barkov | Panthers de la Floride | 82 | 35 | 61 | 96  | -3  | 8   |

#### Meilleurs gardiens
Ci-après les meilleurs gardiens de la saison régulière ayant joué au moins 1 800 minutes
| Gardien            | Équipe(s)                | PJ | V  | D  | Pr. | Min           | BC  | Moy  | %Arr | Bl |
| ------------------ | ------------------------ | -- | -- | -- | --- | ------------- | --- | ---- | ---- | -- |
| Andreï Vassilevski | Lightning de Tampa Bay   | 53 | 39 | 10 | 4   | 3203 min 45 s | 128 | 2,40 | 92,5 | 6  |
| Sergueï Bobrovski  | Blue Jackets de Columbus | 62 | 37 | 24 | 1   | 3556 min 40 s | 153 | 2,58 | 91,3 | 9  |
| Frederik Andersen  | Maple Leafs de Toronto   | 60 | 36 | 16 | 7   | 3510 min 15 s | 162 | 2,77 | 91,7 | 1  |
| Martin Jones       | Sharks de San José       | 62 | 36 | 19 | 5   | 3597 min 13 s | 176 | 2,94 | 89,6 | 3  |
| Carey Price        | Canadiens de Montréal    | 66 | 35 | 24 | 6   | 3880 min 15 s | 161 | 2,49 | 91,8 | 4  |
| Marc-André Fleury  | Golden Knights de Vegas  | 61 | 35 | 21 | 5   | 3635 min 8 s  | 152 | 2,51 | 91,3 | 8  |
| Connor Hellebuyck  | Jets de Winnipeg         | 63 | 34 | 23 | 3   | 3704 min 6 s  | 179 | 2,90 | 91,3 | 2  |
| Braden Holtby      | Capitals de Washington   | 59 | 32 | 19 | 5   | 3406 min 24 s | 160 | 2,82 | 91,1 | 3  |
| Devan Dubnyk       | Wild du Minnesota        | 67 | 31 | 28 | 6   | 3855 min 16 s | 163 | 2,54 | 91,3 | 2  |
| Pekka Rinne        | Predators de Nashville   | 56 | 30 | 19 | 4   | 3219 min 44 s | 130 | 2,42 | 91,8 | 4  |

## Séries éliminatoires
Les trois meilleures équipes de chaque division sont qualifiées ainsi que les équipes classées aux 7e et 8e places de chaque association, sans distinction de division. La meilleure équipe de chaque association rencontre la 8e et la première équipe de l'autre division rencontre la 7e. Les équipes classées aux 2e et 3e places de chaque division se rencontrent dans la partie de tableau où se situe le champion de leur division. Toutes les séries sont jouées au meilleur des sept matchs. Les deux premiers matchs sont joués chez l'équipe la mieux classée à l'issue de la saison puis les deux suivants sont joués chez l'autre équipe. Si une cinquième, une sixième voire une septième rencontre sont nécessaires, elles sont jouées alternativement chez les deux équipes en commençant par la mieux classée.
|  | Quarts de finale d'association | Quarts de finale d'association | Quarts de finale d'association | Quarts de finale d'association |    |             | Demi-finales d'association | Demi-finales d'association | Demi-finales d'association | Demi-finales d'association |  |  | Finales d'association | Finales d'association | Finales d'association | Finales d'association |  |  | Finale de la Coupe Stanley | Finale de la Coupe Stanley | Finale de la Coupe Stanley | Finale de la Coupe Stanley |
|  |                                |                                |                                |                                |    |             |                            |                            |                            |                            |  |  |                       |                       |                       |                       |  |  |                            |                            |                            |                            |
|  |                                |                                |                                |                                |    |             |                            |                            |                            |                            |  |  |                       |                       |                       |                       |  |  |                            |                            |                            |                            |
|  | A1                             | Tampa Bay                      | 0                              | 0                              |    |             |                            |                            |                            |                            |  |  |                       |                       |                       |                       |  |  |                            |                            |                            |                            |
|  | A1                             | Tampa Bay                      | 0                              | 0                              |    |             |                            |                            |                            |                            |  |  |                       |                       |                       |                       |  |  |                            |                            |                            |                            |
|  | E8                             | Columbus                       | 4                              | 4                              |    |             |                            |                            |                            |                            |  |  |                       |                       |                       |                       |  |  |                            |                            |                            |                            |
|  | E8                             | Columbus                       | 4                              | 4                              | E8 | Columbus    | 2                          | 2                          |                            |                            |  |  |                       |                       |                       |                       |  |  |                            |                            |                            |                            |
|  |                                |                                |                                |                                | E8 | Columbus    | 2                          | 2                          |                            |                            |  |  |                       |                       |                       |                       |  |  |                            |                            |                            |                            |
|  |                                |                                | A2                             | Boston                         | 4  | 4           |                            |                            |                            |                            |  |  |                       |                       |                       |                       |  |  |                            |                            |                            |                            |
|  | A2                             | Boston                         | A2                             | Boston                         | 4  | 4           | 4                          | 4                          |                            |                            |  |  |                       |                       |                       |                       |  |  |                            |                            |                            |                            |
|  | A2                             | Boston                         |                                |                                |    |             |                            | 4                          |                            |                            |  |  |                       |                       |                       |                       |  |  |                            |                            |                            |                            |
|  | A3                             | Toronto                        | 3                              | 3                              |    |             |                            |                            |                            |                            |  |  |                       |                       |                       |                       |  |  |                            |                            |                            |                            |
|  | A3                             | Toronto                        | 3                              | 3                              | A2 | Boston      | 4                          | 4                          |                            |                            |  |  |                       |                       |                       |                       |  |  |                            |                            |                            |                            |
|  |                                |                                |                                |                                | A2 | Boston      | 4                          | 4                          |                            |                            |  |  |                       |                       |                       |                       |  |  |                            |                            |                            |                            |
|  |                                |                                | E7                             | Caroline                       | 0  | 0           |                            |                            |                            |                            |  |  |                       |                       |                       |                       |  |  |                            |                            |                            |                            |
|  | M1                             | Washington                     | E7                             | Caroline                       | 0  | 0           | 3                          | 3                          |                            |                            |  |  |                       |                       |                       |                       |  |  |                            |                            |                            |                            |
|  | M1                             | Washington                     |                                |                                |    |             |                            | 3                          |                            |                            |  |  |                       |                       |                       |                       |  |  |                            |                            |                            |                            |
|  | E7                             | Caroline                       | 4                              | 4                              |    |             |                            |                            |                            |                            |  |  |                       |                       |                       |                       |  |  |                            |                            |                            |                            |
|  | E7                             | Caroline                       | 4                              | 4                              | E7 | Caroline    | 4                          | 4                          |                            |                            |  |  |                       |                       |                       |                       |  |  |                            |                            |                            |                            |
|  |                                |                                |                                |                                | E7 | Caroline    | 4                          | 4                          |                            |                            |  |  |                       |                       |                       |                       |  |  |                            |                            |                            |                            |
|  |                                |                                | M2                             | New York                       | 0  | 0           |                            |                            |                            |                            |  |  |                       |                       |                       |                       |  |  |                            |                            |                            |                            |
|  | M2                             | New York                       | M2                             | New York                       | 0  | 0           | 4                          | 4                          |                            |                            |  |  |                       |                       |                       |                       |  |  |                            |                            |                            |                            |
|  | M2                             | New York                       |                                |                                |    |             |                            | 4                          |                            |                            |  |  |                       |                       |                       |                       |  |  |                            |                            |                            |                            |
|  | M3                             | Pittsburgh                     | 0                              | 0                              |    |             |                            |                            |                            |                            |  |  |                       |                       |                       |                       |  |  |                            |                            |                            |                            |
|  | M3                             | Pittsburgh                     | 0                              | 0                              | A2 | Boston      | 3                          | 3                          |                            |                            |  |  |                       |                       |                       |                       |  |  |                            |                            |                            |                            |
|  |                                |                                |                                |                                | A2 | Boston      | 3                          | 3                          |                            |                            |  |  |                       |                       |                       |                       |  |  |                            |                            |                            |                            |
|  |                                |                                | C3                             | Saint-Louis                    | 4  | 4           |                            |                            |                            |                            |  |  |                       |                       |                       |                       |  |  |                            |                            |                            |                            |
|  | C1                             | Nashville                      | C3                             | Saint-Louis                    | 4  | 4           | 2                          | 2                          |                            |                            |  |  |                       |                       |                       |                       |  |  |                            |                            |                            |                            |
|  | C1                             | Nashville                      |                                |                                |    |             |                            | 2                          |                            |                            |  |  |                       |                       |                       |                       |  |  |                            |                            |                            |                            |
|  | O7                             | Dallas                         | 4                              | 4                              |    |             |                            |                            |                            |                            |  |  |                       |                       |                       |                       |  |  |                            |                            |                            |                            |
|  | O7                             | Dallas                         | 4                              | 4                              | O7 | Dallas      | 3                          | 3                          |                            |                            |  |  |                       |                       |                       |                       |  |  |                            |                            |                            |                            |
|  |                                |                                |                                |                                | O7 | Dallas      | 3                          | 3                          |                            |                            |  |  |                       |                       |                       |                       |  |  |                            |                            |                            |                            |
|  |                                |                                | C3                             | Saint-Louis                    | 4  | 4           |                            |                            |                            |                            |  |  |                       |                       |                       |                       |  |  |                            |                            |                            |                            |
|  | C2                             | Winnipeg                       | C3                             | Saint-Louis                    | 4  | 4           | 2                          | 2                          |                            |                            |  |  |                       |                       |                       |                       |  |  |                            |                            |                            |                            |
|  | C2                             | Winnipeg                       |                                |                                |    |             |                            | 2                          |                            |                            |  |  |                       |                       |                       |                       |  |  |                            |                            |                            |                            |
|  | C3                             | Saint-Louis                    | 4                              | 4                              |    |             |                            |                            |                            |                            |  |  |                       |                       |                       |                       |  |  |                            |                            |                            |                            |
|  | C3                             | Saint-Louis                    | 4                              | 4                              | C3 | Saint-Louis | 4                          | 4                          |                            |                            |  |  |                       |                       |                       |                       |  |  |                            |                            |                            |                            |
|  |                                |                                |                                |                                | C3 | Saint-Louis | 4                          | 4                          |                            |                            |  |  |                       |                       |                       |                       |  |  |                            |                            |                            |                            |
|  |                                |                                | P2                             | San José                       | 2  | 2           |                            |                            |                            |                            |  |  |                       |                       |                       |                       |  |  |                            |                            |                            |                            |
|  | P1                             | Calgary                        | P2                             | San José                       | 2  | 2           | 1                          | 1                          |                            |                            |  |  |                       |                       |                       |                       |  |  |                            |                            |                            |                            |
|  | P1                             | Calgary                        |                                |                                |    |             |                            | 1                          |                            |                            |  |  |                       |                       |                       |                       |  |  |                            |                            |                            |                            |
|  | O8                             | Colorado                       | 4                              | 4                              |    |             |                            |                            |                            |                            |  |  |                       |                       |                       |                       |  |  |                            |                            |                            |                            |
|  | O8                             | Colorado                       | 4                              | 4                              | O8 | Colorado    | 3                          | 3                          |                            |                            |  |  |                       |                       |                       |                       |  |  |                            |                            |                            |                            |
|  |                                |                                |                                |                                | O8 | Colorado    | 3                          | 3                          |                            |                            |  |  |                       |                       |                       |                       |  |  |                            |                            |                            |                            |
|  |                                |                                | P2                             | San José                       | 4  | 4           |                            |                            |                            |                            |  |  |                       |                       |                       |                       |  |  |                            |                            |                            |                            |
|  | P2                             | San José                       | P2                             | San José                       | 4  | 4           | 4                          | 4                          |                            |                            |  |  |                       |                       |                       |                       |  |  |                            |                            |                            |                            |
|  | P2                             | San José                       |                                |                                |    |             |                            | 4                          |                            |                            |  |  |                       |                       |                       |                       |  |  |                            |                            |                            |                            |
|  | P3                             | Las Vegas                      | 3                              | 3                              |    |             |                            |                            |                            |                            |  |  |                       |                       |                       |                       |  |  |                            |                            |                            |                            |
|  | P3                             | Las Vegas                      | 3                              | 3                              |    |             |                            |                            |                            |                            |  |  |                       |                       |                       |                       |  |  |                            |                            |                            |                            |
|  |                                |                                |                                |                                |    |             |                            |                            |                            |                            |  |  |                       |                       |                       |                       |  |  |                            |                            |                            |                            |

## Récompenses

### Trophées
| Trophée                                                                                     | Vainqueur                                             | Finalistes                                                                              |
| ------------------------------------------------------------------------------------------- | ----------------------------------------------------- | --------------------------------------------------------------------------------------- |
| Trophée William-M.-Jennings Gardiens de l'équipe ayant accordé le moins de buts             | Robin Lehner et Thomas Greiss (Islanders de New York) | -                                                                                       |
| Trophée Maurice-Richard Meilleur buteur de la saison                                        | Aleksandr Ovetchkine (Capitals de Washington)         | -                                                                                       |
| Trophée Art-Ross Meilleur pointeur de la saison                                             | Nikita Koutcherov (Lightning de Tampa Bay)            | -                                                                                       |
| Trophée Lady Byng Joueur avec le meilleur esprit sportif                                    | Aleksander Barkov (Panthers de la Floride)            | - Sean Monahan (Flames de Calgary) - Ryan O'Reilly (Blues de Saint-Louis)               |
| Trophée Calder Meilleur joueur recrue                                                       | Elias Pettersson (Canucks de Vancouver)               | - Jordan Binnington (Blues de Saint-Louis) - Rasmus Dahlin (Sabres de Buffalo)          |
| Trophée Frank-J.-Selke Meilleur attaquant défensif                                          | Ryan O'Reilly (Blues de Saint-Louis)                  | - Patrice Bergeron (Bruins de Boston) - Mark Stone (Golden Knights de Vegas)            |
| Trophée Vézina Meilleur gardien de but                                                      | Andreï Vassilevski (Lightning de Tampa Bay)           | - Benjamin Bishop (Stars de Dallas) - Robin Lehner (Islanders de New York)              |
| Trophée James-Norris Meilleur défenseur                                                     | Mark Giordano (Flames de Calgary)                     | - Brent Burns (Sharks de San José) - Victor Hedman (Lightning de Tampa Bay)             |
| Trophée Mark-Messier Joueur au plus grand leadership                                        | Wayne Simmonds (Predators de Nashville)               | - Mark Giordano (Flames de Calgary) - Justin Williams (Hurricanes de la Caroline)       |
| Trophée Bill-Masterton Joueur avec le plus de qualités de persévérance et d'esprit d'équipe | Robin Lehner (Islanders de New York)                  | - Nicholas Foligno (Blue Jackets de Columbus) - Joseph Thornton (Sharks de San José)    |
| Trophée Hart Meilleur joueur selon les journalistes                                         | Nikita Koutcherov (Lightning de Tampa Bay)            | - Sidney Crosby (Penguins de Pittsburgh) - Connor McDavid (Oilers d'Edmonton)           |
| Trophée Ted-Lindsay Meilleur joueur selon les joueurs                                       | Nikita Koutcherov (Lightning de Tampa Bay)            | - Patrick Kane (Blackhawks de Chicago) - Connor McDavid (Oilers d'Edmonton)             |
| Trophée Jack-Adams Meilleur entraîneur                                                      | Barry Trotz (Islanders de New York)                   | - Craig Berube (Blues de Saint-Louis) - Jon Cooper (Lightning de Tampa Bay)             |
| Trophée Jim-Gregory Meilleur directeur général                                              | Donald Sweeney (Bruins de Boston)                     | - Douglas Armstrong (Blues de Saint-Louis) - Donald Waddell (Hurricanes de la Caroline) |
| Trophée Conn-Smythe Meilleur joueur des séries                                              | Ryan O'Reilly (Blues de Saint-Louis)                  | -                                                                                       |
| Trophée King-Clancy Contribution à la communauté                                            | Jason Zucker (Wild du Minnesota)                      | - Oliver Ekman-Larsson (Coyotes de l'Arizona) - Henrik Lundqvist (Rangers de New York)  |
| Trophée Lester-Patrick Services rendus au hockey aux États-Unis                             | Jack Blatherwick                                      | -                                                                                       |

| Trophée                                                                                         | Équipe                 |
| ----------------------------------------------------------------------------------------------- | ---------------------- |
| Trophée des présidents Équipe de la saison régulière avec le plus de points                     | Lightning de Tampa Bay |
| Trophée Prince de Galles Vainqueur de la finale de l'association de l'Est lors des séries       | Bruins de Boston       |
| Trophée Clarence-S.-Campbell Vainqueur de la finale de l'association de l'Ouest lors des séries | Blues de Saint-Louis   |
| Coupe Stanley Vainqueur des séries                                                              | Blues de Saint-Louis   |

### Équipes d'étoiles
| Position       | Joueur               | Équipe                 |
| -------------- | -------------------- | ---------------------- |
| Gardien de but | Andreï Vassilevski   | Lightning de Tampa Bay |
| Défenseur      | Mark Giordano        | Flames de Calgary      |
| Défenseur      | Brent Burns          | Sharks de San José     |
| Ailier gauche  | Aleksandr Ovetchkine | Capitals de Washington |
| Centre         | Connor McDavid       | Oilers d'Edmonton      |
| Ailier droit   | Nikita Koutcherov    | Lightning de Tampa Bay |

| Position       | Joueur           | Équipe                 |
| -------------- | ---------------- | ---------------------- |
| Gardien de but | Benjamin Bishop  | Stars de Dallas        |
| Défenseur      | John Carlson     | Capitals de Washington |
| Défenseur      | Victor Hedman    | Lightning de Tampa Bay |
| Ailier gauche  | Bradley Marchand | Bruins de Boston       |
| Centre         | Sidney Crosby    | Penguins de Pittsburgh |
| Ailier droit   | Patrick Kane     | Blackhawks de Chicago  |

| Position       | Joueur            | Équipe                 |
| -------------- | ----------------- | ---------------------- |
| Gardien de but | Jordan Binnington | Blues de Saint-Louis   |
| Défenseur      | Rasmus Dahlin     | Sabres de Buffalo      |
| Défenseur      | Miro Heiskanen    | Stars de Dallas        |
| Attaquant      | Anthony Cirelli   | Lightning de Tampa Bay |
| Attaquant      | Elias Pettersson  | Canucks de Vancouver   |
| Attaquant      | Brady Tkachuk     | Sénateurs d'Ottawa     |